# Marianne Pitzen
Marianne Pitzen (Stuttgart, 29 de maig del 1948) és una artista i activista feminista alemanya. El 1981 fundà el Museu de les dones de Bonn, del qual encara és directora.

## Biografia
Nasqué a Stuttgard el 1948 i després es traslladà a Bonn amb la seua família, on el seu pare treballava al Museu del Transport. Pintava des de xiqueta i aviat li cridà l'atenció que amb prou feines hi hagués quadres pintats per dones en els grans museus. Aprofitant la facilitat de poder gaudir de viatges gratuïts es dedicà a recórrer Europa visitant centres d'art. Intentar canviar la situació de les dones fou un incentiu de les seues accions artístiques i polítiques.

### Trajectòria com a artista
Al principi la seua obra era clàssica amb les pintores del segle xix com a referents. Aviat, però, comença a interessar-se pels constructivistes i racionalistes. El 1969 presenta la seua primera exposició. Posteriorment va dibuixar projectes de ciutats utòpiques que s'anaren convertint en maquetes en què planificava noves formes de convivència.
Després passà a esculpir amb paper i cola. Són característiques de la seua obra les matrones, grups de dones tocades amb un voluminós pentinat o còfia, inspirades en les matrones d'origen cèltic trobades a la Renània, un pentinat que sol portar la mateixa Marianne des dels 17 anys quan va veure la Dama d'Elx (País Valencià) i es quedà impressionada amb el pentinat.
“No se m'ocorreria crear una escultura sola; sempre m'interessa la societat, així que prompte el projecte esdevingué una mena de parlament de matrones” explica sobre les raons per les quals aquestes matrones són sempre col·lectives i semblen conversar entre elles.

### L'espai personal és social i l'espai social és polític
Des d'un principi la seua filosofia és "allò personal és social i allò social és polític". El 1971 obrí la Galeria Circulus i, el 1974, amb el seu marit, Horst Pitzen, creà la revista Circular.
El 1973/74 funda amb altres artistes el grup Les dones donen forma a la seua ciutat a Bonn, amb l'objectiu de lluitar per una ciutat on les dones fossen protagonistes de les decisions amb llocs interessants per a elles i que poguessen viure d'això. També "Frau + Futura": llibreries de dones, grups literaris i esportius, etc. Al principi okuparen un edifici abandonat en un barri cèntric de Bonn. Malgrat els intents de desallotjament aconseguiren una subvenció municipal i amb el suport de moltes artistes fundaren el 1981 el Museu de les dones de Bonn amb l'objectiu crear un espai per a l'art contemporani de les dones i recuperar-ne la història.
El 1981 funda el Museu de les dones de Bonn, considerat el primer museu de dones del món. Hui continua sent-ne responsable del disseny i l'organització. També fundà el grup "Zart & zackig".
Fou coiniciadora del Premi Gabriele Münter, atorgat des del 1994 pel Ministeri Federal per a la Família, els Ancians, les Dones i els Joves, en col·laboració amb l'Associació Federal d'Artistes Visuals, GEDOK i el Museu de les dones de Bonn, per a dones artistes de més de 40 anys, amb l'objectiu de donar suport al desplegament de la carrera de les guanyadores.
Marianne Pitzen forma part del grup d'artistes "Tendres i dentats".

## Honors i premis
- 1998 Orde del Mèrit de la República Federal d'Alemanya
- 1991 Dona del mes, WDR 1

## Exposicions
- 1991 al Museu Karl Ernst Osthaus, Hagen
- 1992 Museu de la ciutat de Zwickau
- 1994 Galerie am Fischmarkt, Erfurt
- 1998 Museu de la Ciutat de Bonn
- 1999 Art Center, Ulan Bator
- 1999 Mina de sal de la ciutat de Regensburg
- 2001 Galerie Futura, Berlín
- 2001/02 Reunió d'art Faulturm, gran planta de tractament d'aigües residuals de Colònia
- 2008 MP 60, Museu de les Dones de Bonn